# Evangelie van de Hebreeën
Het Evangelie van de Hebreeën is een verloren geraakt joods-christelijk evangelie waarvan slechts fragmenten bekend zijn uit het werk van Clemens van Alexandrië (ca. 150-215), Origenes (ca. 185-253), Didymus (ca. 319- 390) en Hiëronymus (ca.347-420). Uit de beschikbare fragmenten wordt duidelijk dat het evangelie een beschrijving van het leven van Jezus, waaronder zijn verleiding in de woestijn, zijn transfiguratie en opstanding, moet hebben bevat.
Meer in het algemeen waren de vroege kerkvaders van mening dat er binnen het vroegchristelijk jodendom slechts één joods-christelijk evangelie, zij het in verschillende versies, bestond. Dat was het evangelie van de Hebreeën. Dat zou oorspronkelijk geschreven zijn in het Aramees of Hebreeuws en gebaseerd op het canonieke evangelie van Matteüs. Als bijvoorbeeld Hiëronymus het evangelie beschreef dat nu het evangelie van de Nazorenen (ook wel Nazoreeërs) heet, deed hij dat meestal in termen als een evangelie van de Hebreeën dat gebruikt wordt door de Nazoreeërs. Als Epiphanius het evangelie dat nu het evangelie van de Ebionieten heet beschreef, gebeurde dat in termen dat deze een valse, verdraaide en verminkte versie van het evangelie van Matteüs hanteerden, maar dit het evangelie van de Hebreeën noemden. Er is consensus op het vakgebied dat het evangelie uit de eerste helft van de tweede eeuw dateert en geschreven moet zijn in het Grieks.
De reconstructie van de fragmenten uit de geschriften van de kerkvaders heeft in het tweede deel van de twintigste eeuw ertoe geleid dat een meerderheid op het vakgebied van drie van elkaar onafhankelijke joods-christelijke evangeliën uitgaat. Een minderheid verdedigde de opvatting dat er slechts sprake zou zijn van twee van elkaar onafhankelijke joods-christelijke evangeliën. Er was en is consensus over het zelfstandige karakter van het evangelie van de Ebionieten.
In het tweede decennium van de eenentwintigste eeuw is het debat hernieuwd op basis van een vernieuwde hypothese van Petri Luomanen dat er slechts sprake kan zijn van twee evangeliën. Hij publiceerde in 2012 Recovering Jewish-Christian sects and gospels. Een deel van die hypothese komt erop neer dat de Nazoreeërs als georganiseerde ketterse groepering niet hebben bestaan, maar slechts de benaming was voor Aramees/Syrisch sprekende christenen met een joodse achtergrond en opvattingen die niet wezenlijk verschilden van andere Aramees/Syrisch sprekende christenen.
In die hypothese worden verder de fragmenten in het werk van Hiëronymus die feitelijk de enige inhoudelijke informatie zijn over een evangelie van de Nazorenen verdeeld in een verzameling van specifieke anti-rabbijnse teksten en een resterend deel dat beschouwd wordt als deel van het evangelie van de Hebreeën, dat op die wijze dan ook gereconstrueerd wordt. In die hypothese is dan ook geen ruimte meer voor een evangelie van de Nazorenen. Die hypothese leidt ook tot een andere ordening en – aanzienlijke grotere – omvang van fragmenten in het evangelie van de  Hebreeën dan bij de hypothese van drie zelfstandige joods-christelijke evangeliën.

## Christologie
Over zeven fragmenten die toegewezen zijn aan het evangelie van de Hebreeën bestaat op het vakgebied consensus. Het belangrijkste kenmerk van die fragmenten is dat deze gebaseerd zijn op de joods-christelijke wijsheidsliteratuur. De Wijsheid wordt in dit evangelie voorgesteld als de Heilige Geest, die Moeder wordt genoemd. Zij geeft inzicht, is bron van inspiratie en bepaalt waar de profeet zijn werk moet doen. De Heilige Geest greep Jezus bij zijn haar en zette hem neer op de top van de berg Tabor.
Het is een thema dat ook voorkomt in het Oude Testament in Habakuk, Ezechiël en in het Nieuwe Testament bij Paulus in de Handelingen. De Geest daalt neer voor de gehele mensheid, maar in dit evangelie is het vooral Jezus naar wie gezocht wordt. Iedereen die de Geest bezit kan een Zoon genoemd worden maar Jezus is de Zoon met de speciale missie.
Dankzij de Geest kan een mens een nieuw leven aanvangen, waardoor hij geleidelijk dichter bij zijn bestemming komt. In de laatste fase is zijn opdracht te rusten en te heersen. Hij die zoekt zal niet rusten voordat hij gevonden heeft; en hij die gevonden heeft zal zich verwonderen. Hij die zich verwondert zal heersen en hij die heerst zal rust vinden. Hij is dan onkwetsbaar geworden voor de kwade machten die hem nu beheersen. Na zijn doop zal Jezus tot in de eeuwigheid heersen.

## Milieu van herkomst en invloeden
De zeven passages kennen geen directe parallellen met passages uit het Nieuwe Testament. Dat heeft bij een deel van het vakgebied tot de conclusie geleid dat dit evangelie geschreven is zonder hulp van een canonieke traditie. De fragmenten zouden gebaseerd zijn op materiaal dat al aanwezig was voor het tot stand komen van de canonieke evangeliën.  Dit deel van het vakgebied plaatst de herkomst van dit evangelie in Egypte.
In de vernieuwde hypothese van slechts twee evangeliën worden die opvattingen afgewezen. Dit evangelie zou – net als het evangelie van de Ebionieten – deel uitmaken van de zich ontwikkelende traditie van de evangeliën-harmonie die later in de tweede eeuw tot het diatessaron van Tatianus zou leiden. Het evangelie moet ontstaan zijn in joodse gemeenschappen in eerst de hellenistische diaspora en daarna onder Syrisch sprekende joden. Pas daarna kreeg het evangelie bekendheid in Egypte. In deze hypothese wordt ook gewezen op zekere overeenkomsten ten aanzien van het vrouwelijk karakter en het benoemen als Moeder van de Heilige Geest met het evangelie van Thomas en de Handelingen van Tomas, die eveneens zijn ontstaan in een Syrisch milieu. De auteurs van dit evangelie zouden verder bestaand synoptisch materiaal opnieuw een sterk joodse inkleuring hebben gegeven.

## Inhoud
(In de hypothese van twee joods-christelijke evangeliën maken de fragmenten onder de paragraaf Inhoud van het evangelie van de Nazorenen deel uit van het evangelie van de Hebreeën.)
- "En het geschiedde toen de Heer uit het water oprees en de overvloed van de Heilige Geest op Hem neerdaalde en op Hem rustte terwijl Hij tot Hem sprak: 'Mijn Zoon, sinds al de profeten wachtte ik op uw komst opdat ik op u kon rusten. Want gij zijt mijn rust; gij zijt mijn eniggeboren Zoon die zal heersen tot in eeuwigheid.' " (Hiëronymus: Commentaar op Jesaja 4)
  - Dit vers is sterk beïnvloedt door de wijsheidsliteratuur. In deze literatuur, die we bijvoorbeeld in de bijbel kennen uit het boek der Spreuken en Wijsheid van Jezus Sirach, treedt de Wijsheid in de eerste eeuwen voor Christus steeds meer op als een zelfstandige figuur (vgl. bijvoorbeeld Spreuken 8,1-36 nbg). In het katholieke of rechtzinnige christendom wordt de Wijsheid zoals die in de Oudtestamentische literatuur voorkomt vaak gelijkgesteld aan Jezus Christus; in het evangelie van de Hebreeën wordt de Oudtestamentische Wijsheid gelijkgesteld aan de Heilige Geest.
- "Evenzo deed mijn Moeder, de Heilige Geest, zij greep mij bij de haren en nam mij mee en zette mij op de grote berg Tabor." (Origenes: Commentaar op Johannes 2.12.87)
  - Wederom een vers dat op het moederschap van de Heilige Geest wijst.
- "Hij die zoekt zal niet rusten voordat hij gevonden heeft; en hij die gevonden heeft zal zich verwonderen. [Hij die zich verwondert zal heersen en hij die heerst zal rust vinden]." (Clemens: Stromateis 2.9.45.5; 5.14.96.3)
  - Een duidelijk bewijs van het hellenistische denken op het jodendom rond de jaartelling.
- "En wees nooit vreugdevol, behalve wanneer gij uw broeder liefhebt." (Hiëronymus: Commentaar op Efeziërs 3)
  - Een voorbeeld van de leer van Jezus zoals dat onderdeel uitmaakt van het Hebreeën-evangelie.
- "[Een van de meest grofste overtredingen die er is:] Hij die geest van zijn broeder heeft gekwetst." (Hiëronymus: Commentaar op Ezechiël 6)
  - Een voorbeeld van de leer van Jezus zoals dat onderdeel uitmaakt van het Hebreeën-evangelie.
- "En toen Jezus zijn linnendoek aan de knecht van de priester had afgegeven, ging Hij naar Jakobus en verscheen aan hem. Want Jakobus had vanaf het uur dat hij uit de beker van de Heer had gedronken gezworen dat hij vanaf dat uur geen brood meer zou eten totdat hij Hem [op]gewekt uit de slaap [d.i. de dood] zou zien. En kort daarop zei de Heer: 'Breng een tafel en brood!' En hij voegde hier aan toe: 'Hij nam het brood, zegende het, brak het en gaf het aan Jakobus de Rechtvaardige en zei tot hem: 'Mijn broeder, eet uw brood, want de Mensenzoon is opgestaan van hen die ontslapen zijn.' " (Hiëronymus: De viris inlustribus 2)
  - Binnen de vroegchristelijke kerk speelde Jakobus de Rechtvaardige een centrale rol. Hij wordt gezien als een van de leiders van de kerk in Jeruzalem (vgl. Handelingen 15 nbg).
- Een variant op het verhaal van de overspelige vrouw (vgl. Johannes 8,1-11  nbg; Eusebius: Kerkgeschiedenis 3.39.17, Didymus de Blinde: Commentaar op Ecclesiastes 4.223.6–13).